# Glasul sângelui (film)
Glasul sângelui (titlu original: Pound of Flesh) este un film canadian thriller de acțiune din 2015 regizat de Ernie Barbarash și scris de Joshua James. Rolurile principale au fost interpretate de actorii Jean-Claude Van Damme, Charlotte Peters și Darren Shahlavi. Este a treia colaborare între Van Damme și Barbarash după Jocul asasinilor (2011) și 6 gloanțe (2012).

## Distribuție
- Jean-Claude Van Damme - Deacon Lyle
- Charlotte Peters - Anna Riley
- Darren Shahlavi - Drake
- Aki Aleong - Kung
- John Ralston - George Lyle
- Jason Tobin - Liam
- Philippe Joly - Zoltan
- Brahim Achabbakhe - Nardo
- Andrew Ng - Father Fong
- Mike Leeder - Boris
- Ryan 'Ranga' Pyne - Yevgeny
- Marsha Yuan - Bette
- Terese Cilluffo - Connie
- Adele Baughan - Isabella Lyle
- TFBOYS - Boy Band
- David P Booth - Simon Rants Sr.
- James Houghton - Simon Rants Jr.